# Шангина, Юлия Павловна
Юли́я Па́вловна Ша́нгина ― советская бурятская театральная актриса, Заслуженная артистка Бурятской АССР (1946), Народная артистка Бурятской АССР (1957), Заслуженная артистка РСФСР (1968), актриса Бурятского государственного академического театра драмы имени Х. Намсараева с 1932 года.

## Биография
Родилась 11 марта 1912 года в улусе Кутулик (на территории современного Аларского района, Усть-Ордынский Бурятский округ, Иркутская область).
Окончила Кутуликскую восьмилетнюю школу. В 1930 году поступила в Бурятский техникум искусств в городе Верхнеудинск (ныне ― Улан-Удэ). Позже, в одном из интервью, Шангина сказала:

«Наши педагоги были мастерами своего дела,— вспоминала Юлия Павловна.— Мы многому у них научились. Ведь пришли мы в студию Дома искусств 17—18-летними и ничего не знали о театре. Уроки по мастерству актера, которые вели режиссер Е.П. Просветов, актеры В.А. Арбенин, М.Н. Святская, занятия по биомеханике Б.М. Туфа были очень интересными».— 
Окончив техникум, Юлия Шангина начала служить в Бурятском театре драмы, на сцене которого в начале своей карьеры сыграла многие и в разноплановые роли: Галю — «Отважный трус» В. Смоляна и И. Штока, Наташу — «Чудесный сплав» В. Киршона, Катю — «Падь Серебряная» Н. Погодина, бурятскую революционерку Оюун Билиг в одноименной пьесе П. Дамбинова, Соню — «Шел солдат с фронта» В. Катаева. В классических пьесах играла: Дорину — «Тартюф» Мольера, Красавину — «Женитьба Бальзаминова» Островского, Титанию — «Сон в летнюю ночь» Шекспира и многое другое. Успех в этих ролях во многом решала эффектная внешность Шангиной — выше среднего роста, стройная, гибкая, правильные черты лица, выразительные глаза.
Далее исполнила роли мадам де Брюшель в пьесе «Рычи, Китай!» С. Третьякова, ярко отрицательная Клеопатра в «Думе о Британке» Ю. Яновского. В первое время в труппе театра не хватало мужчин. И приходилось в массовых сценах или отдельных эпизодах занимать актрис. Так, в спектакле «Жигдэн» Б. Барадийна и Д. Намжилона (первая постановка в 1933 году) её была поручена роль старого Субана, одного из улусных стариков.
В галерее театральных ролей Шангиной особое место занимает Кабаниха. Во-первых, это была большая удача актрисы. Во-вторых, сама постановка «Грозы» Александра Островского стала одной из лучших работ театра, известным этапом в освоении классического репертуара.
В 1946 году актрисе было присвоено почётное звание «Заслуженная артистка Бурятской АССР», а в 1957 — «Народная артистка Бурятской АССР».
В 1951 году Шанина снялась в роли жены хозяина монгольской юрты (нет в титрах) в фильме «Пржевальский».
Вместе с театром приняла участие во Второй декады бурятского искусства и литературы в Москве в 1959 году. Шангина была занята в четырех спектаклях из пяти. На сцене Малого театра выступила в ролях княгини Тугоуховой в «Горе от ума», Натальи Дружининой — «Барометр показывает бурю» Даширабдана Батожабая, Фань-и в «Тайфуне» Цао Юя, старой Бальжимы — «Ровесники» Б. Пурбуева. Все роли были сыграны высокопрофессионально, отмечены печатью зрелого мастерства.
В 1970-х годах сыграла ряд интересных ролей, доказав, что в её мастерстве нет и следа усталости человека, отдавшего театру свыше 40 лет. Такова военный врач Марья Игнатьевна в «Барабанщице» А. Салынского, Фемида — «Не бросай огонь, Прометей!» М. Карима. Особо стоит отметить роли двух удивительно трогательных, мудрых старых женщин, смотрящие на мир всепонимающими глазами — это Отавиха в «Беседах при ясной луне» Василия Шукшина и няня Федосия в «Последних» Максима Горького.
Умерла 30 марта 1990 года в Улан-Удэ.